# Epia picta
Epia picta är en fjärilsart som beskrevs av William Schaus 1920. Epia picta ingår i släktet Epia och familjen silkesspinnare. Inga underarter finns listade i Catalogue of Life.